# Биосимилар
Биосимилар или биолошки сличан лек је лек биолошког порекла, који имаја слична дејства као оригинални биолошки лекови, али нема идентичну хемијску структуру и разликује се у сировинам и по начину израде од референтног лека. И док оригинални лекови иза себе имају вишегодишња истраживања и бројне студије које говоре о њиховој ефикасности и безбедности, то није случај за биосимиларе, за које је Европска агенција први пут издала регистрацију тек пре неколико године, те се у будућности тек очекују релевантне студије о њиховој дугорочној делотворности.
Због ниске цене која је за око 30 - 40% нижа од генеричких лекова биосимилари су све популарнији.

## Називи
У Европској медицинској терминологији за ову врсту фармацеутика прихваћени су следећи називи:
- У Европској унији - „Биосимиларни лек” (енгл. Similar Biological Medicinal Products)
- У САД - енгл. Follow-On Protein Products
- У Канади - енгл. Subsequent Entry Biologics
- У Светској здравственој организацији (СЗО) - „Биотерапијски производ” (енгл. Similar biotherapeutic product)

## Дефиниције
Лек
Лек је производ који се ставља у промет у одређеној јачини, фармацеутском облику и паковању а који садржи супстанцу или комбинацију супстанци за коју се показало да има својство да лечи или спречава болести код људи, односно животиња, као и супстанцу или комбинацију супстанци која се може користити или примењивати на људима, односно животињама, било са намером да се поново успостави, побољша или измени физиолошка функција путем фармаколошког, имунолошког или метаболичког дејства или да се постави медицинска дијагноза.
Биолошки лек
Биолошки лек је лек чију активну супстанцу чини биолошка супстанца под којом се подразумева супстанца произведена или екстраховани из биолошког извора за чију су категоризацију и контролу квалитета неопходна физичко-хемијско биолошка тестове, као и опис производног процеса и његова контрола (имунолошки лекови и лекови из хумане крви и плазме, лекови за напредне терапије и др).
Биосимилар
Биолошки сличан лек је лек биолошког порекла сличан референтном леку биолошког порекла који не испуњава услове за генерички лек у односу на разлике у сировинама и разлике у процесима израде тог биолошки сличног лека и референтног лека биолошког порекла.

## Основне поставке
Биолошки лек је фармацеутски препарат произведен од супстанци које потичу из људског или животињског тела - ДНК, плазма, антитела или микроорганизама. Они могу бити састављена од шећера, протеина или супстанци као што су ћелије или ткива. Неки су направљени и коришћењем генетских технологија. Они су по својој структури велики, сложени молекули произведени у живим организмима, чија стабилности захтева посебне услове; док су генерички лекови мали молекули, произведени хемијском синтезом и обично су веома стабилни.
У биолошке лекове, убрајају се инсулин, хормон раста, интерферони, фактори коагулације крви, вакцине и моноклонска антитела. Биолошки сличан лек - биосимиларни лек произведен на исти начин, с тим што је код њега процес клиничког испитивања доста краћи, услед чега се могу током примене очекивати разлике у ефектима дејства али и потенцијални проблеми.
Биосимилари су нове верзије већ постојећих, првих биолошких молекула, чији су патенти истекли. Они се производе коришћењем генетског материјала идентичне базе као за биолошке лекова, а њихова примена заснива се (према изјавама произвођаћа) на једнакој сигурности и ефикасности као и за познате лекове, на основу којих су настали. Као и код генеричких лекова, биосимиларни лек се појављује кад истекне патент оригиналног, иновативног лека, с тим што су биолошки лекови потпуно другачији од обичних лекова. И док код генеричких лекова само треба доказати да је молекул истоветан оригиналу, код биосимилара скоро никада се не може направити потпуно идентичан лек, јер није могуће истоветно и тачно реплицирати активну компоненту. У том смислу за разлику од биолошког за биосимиларни лек није лако направити генеричку верзију лека, па тако и не постоји његов бренд. То је зато што је већина лекова направљени од хемикалија и има познату структуру, док су биолошких лекови знатно сложенији. Зато биосимиларни лек, као и биолошки лек, у себи садрже „дозвољене разлике јер су направљене од живих организама”.
Према томе бисимилари су слични „оригиналу”, али нису егзактна копија, биолошких лекова, јер производни процес никада није у потпуности веран оном у примарној биотехнологији лека. Због тога се они сматрају „само економичнијом верзијом - копијом, која је слична оригиналним биотехнолошким лековима”. Како се они стављају у промет, када истекне патент фармацеутској компанији, по скраћеном поступку истраживања, они нису идентични са „оригиналом”, као што је то случај са генеричким лековима, који су верне копије оригинала и његовог „бренда”.
Међу најчешће коришћеним биолошким лековима је адалимумаб, који се користи код реуматотоидног артритиса и трастузумаб који се користи за лечење рака дојке. Лечење најскупљим биолошким леком може да кошта и до $ 50,000 или више на годишњем нивоу.
- адалимумаб који се користи код реуматотоидног артритиса
- трастузумаб који се користи за лечење рака дојке

Да би биосимиларни лек био стављен у употребу он мора бити произведен на исти начин као биолошки лек. Мора се користити на исти начин, у истим дозама и јачини, под истим условима и за исте индикације. Док се у производним погонима морају да задовоље сви прописи које одређују регулативна тела попут ФДА стандарди у САД.
| Хемијски                       | Биолошки                                                               |
| ------------------------------ | ---------------------------------------------------------------------- |
| Произведени хемијском синтезом | Произведени коришћењем биолошких извора                                |
| Ниска молекулска маса          | Висока молекулска маса                                                 |
| Добро дефинисане структуре     | Комплексне хетерогене структуре                                        |
| Потпуно карактерисани          | Немогућа је потпуна карактеризација молекулског састава и хетерогеност |
| Стабилани                      | Нестабилни осетљиви на спољне утицаје                                  |
| Најчешће нису имуногени        | Имуногени                                                              |

Од око 50% терапеутских протеина који се данас користе за лечење разних болести су производ модификоване биотехнологије, а од укупно (око 250 биосимиларних лекова на тржишту), око 40% се користи за лечење рака. Међутим већина њих се често користе у комбинацији са традиционалном терапијом.

## Предности
Главне предности биосимиларних лекова су:
- Мањи трошкове производње ових лекова (за 60% до 80%), пре свега због нижих трошкова истраживања.
- Нижа цена биосимиларних лекова на тржишту која је према неким пројекцијама 20% до 30% нижа у односу на цену оригиналних биолошких лекова.
- Мањи трошкови лечења које покрива социјално осигурање.

## Проблеми
На квалитет биосимилара утичу бројни фактори међу којима су најзначајнији:
- Квалитет - или методе пречишћавања и анализе добијене беланчевине.
- Принцип дејства биосимилара, и то не само на почетку употребе већ и за две-три године
- Безбедност лека. У овом тренутку и ЕМЕА и ФДА кажу да је довољно 12 месеци истраживања за регистрацију биосимилара, што је необично, према мишљењу словеначког професора др Тадеј Бателино, „јер већина лекара сматра да је добро имати податке о безбедности добијене дужим праћењем... и наводи пример...када је у САД више од 80 особа умрло од употребе биосимилара хепарина, јер су шећери на крају ланца били другачији”.[2]

## Регулатива
У Европској унији лекови се региструју централизованом процедуром, док о регистрацији биосимилара одлучује појединачно свака држава чланица. Ниједна држава чланица Европској унији до сада није одлучила да дозволи аутоматску супституцију оригинала биосимиларом.
Када се ради о биосимиларима веома је важно, истаћи да је за сада регулисано и законом, да се мора тачно рећи да је у питању други лек. Према томе биосимилар, не сме имати исто име као оригинални биолошки лек, већ мора да има своје лично име, које га потпуно разликује и одваја од било ког оригинала, и према коме ће се вршити фармаковигиланца.

### Елементи законске регулативе у Р. Србији
Правилник о садржају захтева и документације, као и начину добијања дозволе за стављање лека у промет ( "Службени гласник РС ", бр. 30/2012) наводи у следећа два члана процедуру за региструју биосимилара:
Члан 23.
Подаци за биолошки сличан лек односе се на сажетак података (до пет страна), са основама и доказима који потврђују да је лек за који је поднет захтев биолошки сли чан лек (биосимилар) и обухватају податке о биолошки сличном леку, који се односе на активну супстанцу, полазни материјал и производни процес.
Члан 69.
Биолошк сличан лек је лек биолошког порекла слчан референтном леку биолошког порекла који не испуњава услове за генерички лек у односу на разлике у сировинама и разлике у процесима израде тог биолошки сличног лека и референтног лека биолошког порекла.
Уз захтев за издавање дозволе за биолошки сличан лек из става 1. овог члана предлагач доставља документацију прописану .... као и доказ да је тај лек добио дозволу у ЕУ по централизованом поступку.
Због разли читости биолошких лекова, поред документације из става 2. овог члана, на захтев Агенције достављају се додатни токсиколошки, други Предклинички и одговарајући клинички подаци, на основу одговарајућих научних сазнања.
У случају када референтне биолошки лек има више од једне индикације, ефикасност и безбедност биолошки сличног лека мора бити образложена, или ако је потребно, доказана посебно, за сваку наведену индикацију.

## Супротстављени ставовови
Пошто биосимиларни лекови нису направљени да буду скупи, главна предност повезана са њиховом употребом је смањење трошкова лечења. По неким проценама, њихова примена би само САД „спасила” 250 милијарди $ током наредне деценије, и то је добробит за све, под условом да биосимилари функционишу на исти начин као и скупљи лекови, а да ли је то баш тако? Ова поставка је веома контроверзна јер ставља лекара, који прописује лек, пред дилему да ли и у сваком појединачном случају да се определи за оригинални производ - ексклузивно у интересу здравља пацијента - или да га замени у потпуности или делимично са биосимиларним леком и тако здравственом фонду или појединцу уштеди доста новца?
Ово питање постаје још сложеније, као један од етичких и правних проблема, с обзиром да у складу са принципом екстраполације клиничких података постоји опасност да биосимиларни лек не може да гарантује исти ефикасност у свим терапеутским индикацијама и јер у себи крије потенцијални ризик да наруши безбедност болесника.
Питање је посебно контроверзно у погледу биосимиларних моноклоналних антитела. Наиме то проистиче и из чињенице да, производња ових врло сложених лекова и висока производна технологија још није у потпуности дефинисана, што онемогућава да се недвосмислено клинички на крајње адекватан начин процени крајњи исход, иако се за биосимиларна моноклонална антитела нуди гаранција да су довољно ефикасна и безбедна.
Али у свему овоме постоји и друга страна, зашто фармацеутске компаније улажу уместо у биолошке у биосимиларе јер мисле да могу тако задржати своје патенте знатно дуже. Такође пошто се биолошки лекови праве од живих ћелија, фармацеутским компанијама је потребно много више труда и новаца да докажу Федералним агенцијама за лекове да су ови лекови безбедни и ефикасни, за разлику од бисимилара, за чија истраживања се користе већ постојеће проверене и јефтиније технологије.
Молекуларне структуре малих молекула лекова су тачно наведена. Чак и мала промена у малим молекулама... могла би радикално да промени своју функцију у телу. Пошто су биолошки леков створиле живе ћелије (грешкама склоне) и знатно сложеније, генеричке верзије лекова су само „сличане” оригиналном леку - јер могу имати мале варијације у својој структури, што захтевају вишу процену да не би дошло до промена у дејству лека у телу. Према томе „ако не можемо одредити облик оригиналног лека, не можемо навести ни облик генеричких верзија”.
Имајући у виду наведено у супротстављеним ставовима, већина лекара ипак још увек даје предност иновативним биолошким лековима, јер они иза себе имају много истраживања и публикација које говоре о њиховој ефикасности и безбедности.
| „ | Када се лекар размишља који, на пример, хормон раста да пропише, он има на располагању довољно клиничких података, што је основна разлика између иновативног биолошког лека и његовог биосимилара. | ” |

## Историјат
Сандоз је имао пионирску улогу у развоју биосимилара - на почетку 2006. године. Он је поред строгих прописа прво добио одобрење за регистрацију Omnitropa®, првог генеричког хормона раста, од Европске агенције за лекове (ЕМЕА), а потом и одобрење за примену лека од стране Америчке агенције за храну и лекове неколико година касније.
Потом је следио Сандозов Binocrit® (еритропоетин) који је био први стимулатор еритропоезе који је такође прошавши процедуру Европске агенције за лекове (ЕМЕА) за биолошке и сличне лекова, добио регистрацију за употребу 2007. години.
Вишедеценијско искуство у биотехнологији, у глобалним развојним центрима широм света, утицао је на даљи развој производну мрежу биосимилара, на шта свавако утиче и на непревазиђени углед и бриго о квалитету иновација и производњу ових лекова. У том смислу треба правити јасну разлику између еминентних фармацеутских кућа и већине других произвођача генеричких лекова.
Све бржи напредак основних биомедицинских истраживања, већа доступност и нижа цена биотехнологија уз сталну појаву нових иновација, условиће и све чешћу примену биолошки сличних, аматеријално исплативијих, лекова у будућности.